# Хуманно здравеопазване
Хуманното здравеопазване е отрасъл на икономиката, подразделение на хуманното здравеопазване и социална работа в Статистическата класификация на икономическите дейности за Европейската общност.
Секторът обхваща дейността на болниците и извънболничната помощ, включително извънболничните лекарски практики и дейността на медицински лаборатории.
Към 2017 година в България в отрасъла са заети 117 хиляди души с общ обем на продажбите от 3,78 милиарда лева.